# Símbolo da reciclagem

O símbolo internacional da reciclagem.

O símbolo da reciclagem é um símbolo internacional que indica que um material é reciclável. É um simbolo de domínio público, não constituindo marca comercial. Foi desenhado em 1971 por Gary Anderson, arquiteto e designer, que na época era estudante da Universidade do Sul da Califórnia.
O símbolo é um triângulo, formado por três setas, desenhadas no sentido horário. As setas representam um ciclo, sendo que a primeira seta representa a indústria, que produz um determinado produto (uma garrafa PET, por exemplo), a segunda refere-se ao consumidor, que utiliza esse produto (a pessoa que consome um refrigerante) e a terceira seta representa a reciclagem, que permite a reutilização da matéria-prima (a garrafa, que volta a ser matéria-prima, dando origem a novas garrafas em PET e outros produtos). 
Cada tipo de material - plástico, vidro, metal e papel - tem um símbolo de cor própria. Esses símbolos podem ser encontrados nas embalagens dos produtos recicláveis e mostram o que pode ser reaproveitado como matéria-prima.  